# یورک شکلتن
یورک شکلتن (به انگلیسی: York Shackleton) (متولد ۲۳ اوت ۱۹۷۴) یک فیلم‌ساز آمریکایی و اسنوبردسواری حرفه‌ای است. 

### زندگی شخصی
شکلتن در پام اسپرینگز، کالیفرنیا متولد شد، او پسر سوزان (میسون)، معلم مدرسه و ریچارد شکلتون می‌باشد. او در پالم اسپرینگز بزرگ شد و در دبیرستان پالم اسپرینگز حضور یافت.

### اسنوبورد
یورک شکلتن در اوایل تا اواخر دهه ۱۹۹۰ یک اسکی سوار حرفه ای بود.

## فیلمشناسی
- سرقت روی (۲۰۰۰)
- پارادیتس (۲۰۰۳)
- رومن (۲۰۰۴)
- کوش (۲۰۰۵)
- خیابان (۲۰۰۷)
- مبارزه شهری (۲۰۰۹)
- پوتا (۲۰۱۱)
- ۱ از ۷ (۲۰۱۱)
- فوکوشیما ۵۰ (۲۰۱۲)
- بازیگر (۲۰۱۳)
- کاملاً کامل (۲۰۱۴)
- ۲۱۱ (۲۰۱۸)

### تلویزیون
- خسته شدم (۱۹۹۷)